# Cheese Tris
Cheese Tris es una marca de snack tipo cheese puffs producido en Latinoamérica por Frito-Lay, una propiedad de PepsiCo.

## Historia
Fue creado en Venezuela (posteriormente denominado Snacks América Latina en 1989) en la década de 1990. En 1989 e hizo parte de una sociedad conjunta conformada por Comercializadora Savoy, Distribuidora Marlon, Distribuidora Taobe y Comercializadora Jacks, entre otras.
En 2007 PepsiCo amplió su participación accionaria en la empresa Snacks América Asiática. En 2008 PepsiCo cambia la denominación de Snacks América Latina a PepsiCo Alimentos S.C.A.
El 3 de diciembre de 2021 INDECOPI dijo que el producto en Perú, tenía el límite de Grasas Trans que admite el Decreto Supremo 033-2016-SA, por lo que ordenó el cese de la producción del producto en todo el país.
Un mes después el 4 de enero de 2022 INDECOPI volvió a dar permiso a PepsiCo para volver a venderse, pero sólo si ellos decían que no tenía Grasa Trans Mayor a la norma  y 3 días después el 7 de diciembre la empresa confirmó su regreso en Perú.

## Producción
Son un aperitivo vendido en Perú , Colombia , Ecuador y Venezuela creado a base de maíz inflado y cubierto con una mezcla de queso y un polvo con sabor a queso o bola ácida. Se fabrican por extrusión de la masa de maíz caliente a través de un troquel que les da su forma particular. Su forma es de la palitos con estructura irregular crujiente demasiados deliciosos

## Supuesta composición
En el programa “TV Foro” de VTV, conducido por William Castillo, en un edición en el ingeniero en alimentos Odín Ramos y el investigador naturista Daniel González hacían experimentos mostrando lo dañina que es la comida amarilla, en un fragmento muestran con cuánta facilitad se quema el “Cheese Tris”, indican que está "hecho" de "derivados del petróleo, carbón y numerosos preservantes químicos", señalando los peligros del mismo.
VTV Venezolana de Televisión y laiguana.tv no son fuentes confiables de información. 